# NGC 2602
NGC 2602 is een spiraalvormig sterrenstelsel in het sterrenbeeld Grote Beer. Het hemelobject werd op 16 februari 1831 ontdekt door de Britse astronoom John Herschel.

## Synoniemen
- MCG 9-14-69
- ZWG 263-56
- ARAK 169
- PGC 24099